# Aristoteles vid Homeros byst
Aristoteles vid Homeros byst (nederländska: Aristoteles bij de buste van Homerus) är en oljemålning av den nederländske konstnären Rembrandt. Den målades 1653 och förvärvades 1961 av Metropolitan Museum of Art i New York för 2,3 miljoner dollar. 
Målningen är ett beställningsverk av den sicilianska adelsmannen Don Antonio Ruffo som önskade sig en tavla med en filosof. Det har rått osäkerhet om vilken filosof som avbildas, men konsthistorikerna är idag eniga om att det är Aristoteles. Han porträtteras framför en byst av Homeros vars författarskap han beundrade. Aristoteles bär en utsökt guldkedja som han fått av sin elev, den makedoniske kungen Alexander den store. I kedjans ände sitter en guldmedaljong vars sida pryds av ett porträtt av Alexander.  
Aristoteles är avbildad i sitt bibliotek i anakronistiska kläder och liknar därför en renässanshumanist. Han betraktar eftertänksamt bysten av Homeros, som hade uppnått litterär odödlighet med Iliaden och Odysséen århundraden tidigare. Kanske jämför filosofen sin egen världsliga framgång mot Homeros tidlösa prestation. Den man som stått modell för Aristoteles känns igen från flera andra målningar av Rembrandt, bland annat Riddaren med falken.
Tavlan har en huvudroll i Joseph Hellers roman Se bilden från 1988.